# Ahmed Naser Al-Raisi
Ahmed Naser Al-Raisi (auch Ahmed Nasser Al-Raisi) ist ein emiratischer General. Er ist seit 2015 Generalinspektor des Innenministeriums der Vereinigten Arabischen Emirate und seit November 2021 Präsident von Interpol.

## Ausbildung
Im Jahr 1986 schloss Al-Raisi sein Studium am Otterbein College in Westerville, Ohio mit einem Bachelor of Computer Science (B.Sc.) ab. Es folgte im Jahr 2004 ein Police Administration Diploma der Universität Cambridge, 2010 ein MBA in Innovative Management Practices der Universität Coventry und 2013 ein Berufsdoktorat in Polizeiarbeit, Sicherheit und kommunaler Sicherheit der London Metropolitan University.

## Karriere
Al-Raisi trat 1980 in die Polizei von Abu Dhabi ein. Von 1986 bis 1992 war er Leiter des kriminaltechnischen Instituts; von 1992 bis 2001 Leiter der IT-Abteilung in der Abteilung für Telekommunikation und Informationssysteme; 2001 bis 2005 Direktor der Abteilung für Informationstechnologie und Kommunikation bei der Polizei von Abu Dhabi; zudem 2012 bis 2015 Generaldirektor für elektronische Dienste und Kommunikation im Innenministerium und seit 2015 Generalinspekteur des Innenministeriums in den Vereinigten Arabischen Emiraten.
Er ist Mitglied des Interpol-Exekutivkomitees und fungiert seit 2018 als Delegierter für Asien. Seit November 2021 ist er Präsident von Interpol. In dieser Funktion überwacht er die Polizeiarbeit und gibt die allgemeine Richtung der Polizeibehörde mit vor.

## Kritik
Al-Raisi spielte eine Schlüsselrolle bei der Verhaftung von Matthew Hedges, einem britischen Wissenschaftler, der im Jahr 2018 von den Vereinigten Arabischen Emiraten der Spionage beschuldigt wurde.
Einige Menschenrechtsorganisationen sagen, dass Al-Raisi das Red-Notice-System von Interpol missbraucht habe. Daher wurde seine Kandidatur zum Präsident von Interpol teilweise stark kritisiert, da ihm vorgeworfen wurde, Folter zu leiten.
Eine Koalition von 19 Menschenrechtsgruppen, darunter Human Rights Watch und das Gulf Center for Human Rights, schrieb einen offenen Brief an Interpol, in dem sie von seiner Ernennung abrieten.
In einem Bericht von David Calvert-Smith, einem ehemaligen Chefankläger des Vereinigten Königreichs, hieß es, Al-Raisi sei für den Posten ungeeignet. Matthew Hedges forderte die Mitglieder von Interpol auf, Al-Raisi nicht für den Posten in Betracht zu ziehen.
Im Juni 2021 reichte das Gulf Centre for Human Rights in Paris eine Strafanzeige gegen Al-Raisi ein. Darin wird er beschuldigt, für die Folterung von Ahmed Mansour verantwortlich zu sein, einem prominenten Dissidenten aus den Vereinigten Arabischen Emiraten, der 2017 verhaftet wurde.
Al-Raisi wurde in mehreren Ländern angezeigt und verklagt.  Rodney Dixon, der Anwalt von Matthew Hedges und Ali Ahmad, reichte bei der schwedischen Polizei eine Anzeige ein, um Al-Raisi bei seiner Ankunft in Schweden im Rahmen seiner Wahlkampftour vor der Wahl zu verhaften. Hedges und Ahmad richteten ein ähnliches Ersuchen an die norwegischen Polizeibehörden und baten sie um Hilfe und darum, die Gelegenheit von Al-Raisis Besuch zu nutzen, um ihn im Falle einer eingeleiteten Untersuchung verhaften zu können.
Im November 2021 veröffentlichten drei deutsche Bundestagsabgeordnete eine gemeinsame Erklärung, in der es hieß, dass die Wahl von Al-Raisi den Ruf von Interpol gefährden würde und dass die Nominierung gegen den zweiten Artikel des Interpol-Grundgesetzes verstoße. Fünfunddreißig französische Abgeordnete forderten Emmanuel Macron in einem Brief auf, sich gegen die Kandidatur von Al-Raisi auszusprechen. Die Vereinigten Arabischen Emirate wiesen die Bedenken der deutschen Abgeordneten zurück und erklärten, sie seien stolz darauf, „eines der sichersten Länder der Welt“ zu sein.
Die Vereinigten Arabischen Emirate sind der zweitgrößte Beitragszahler zum Haushalt von Interpol, was zu dem Vorwurf geführt hat, dass das Wahlergebnis gekauft sei. In der Neuen Zürcher Zeitung wurde die Wahl Al-Raisis als ein Grund zum Feiern für autoritäre Länder bezeichnet, da sie das Ansehen der Menschenrechte in internationalen Organisationen weiter schwächen werde.

## Mitgliedschaften
Al-Raisi ist Vorsitzender des Kuratoriums der American University in the Emirates.  Außerdem ist er Vorsitzender des Verwaltungsrats des Baniyas Club.